# Sociolingüística interaccional
La sociolingüística interaccional o sociolingüística interpretativa és una tendència (en realitat un conjunt de persones i mètodes molt diversificat) de la sociolingüística que considera que el llenguatge contribueix a crear l'estructura social i no es limita a reproduir-la. La realitat social es construeix i reconstrueix en la interacció comunicativa i no té existència prèvia a aquesta. Aquesta perspectiva es contraposa a l'altra gran tendència de la sociolingüística que és la sociolingüística correlacional (sustentada en el model correlacional o estructural, de tall racionalista, relacionat amb la sociologia clàssica de Drukheim, Weber, Marx o Parsons) que considera que les categories socials són prèvies al llenguatge i els usos lingüístics estan determinats, en gran manera, per l'organització social.
Segons Tannen, els principis fonamentals són:
- Els rols socials es creen en la interacció; no tenen existència prèvia a aquesta.
- La parla i l'acció creen el context
- La interacció és el resultat de la “producció articulada” de les diverses formes de parlar dels individus.
- Cap acte lingüístic té significat si no es contextualitza.

Per la sociolingüística interaccional el sistema lingüístic no presenta un interès especial en si mateix excepte en la mesura que sigui la clau per definir les rutines conversacionals, analitzar els actes de la parla o captar adequadament les regles de la interacció.
La sociolingüística interaccional es nodreix de les aportacions de l'etnografia de la comunicació (Gumperz i Hymes) i procura integrar altres aportacions procedents de perspectives microsociològiques com l'interaccionisme simbòlic (Goffman), l'etnometodologia (Garfinkel) i l'anàlisi de la conversa, junt amb altres aportacions de la pragmàtica filosòfica, la psicologia social o la ciència cognitiva. Amb els instruments d'aquestes disciplines, la sociolingüística interaccional duu a terme una anàlisi en profunditat que relaciona les anàlisis microsociològiques de tipus qualitatiu i intensiu amb una teoria social que els proporciona una major projecció i que contribueix a explicar, des d'un punt de vista social, els comportaments comunicatius, els valors, els supòsits i els conflictes que es produeixen entre els qui participen en una interacció.
Conceptes clau de la sociolingüística interaccional són la inferència conversacional i els indicis contextualitzadors i convencions contextualitzadores aportats per Gumperz, que és considerat un dels principals inspiradors d'aquest corrent. Aquest enfocament s'ha emprat per analitzar les interaccions que es produeixen en aquells àmbits de la vida social en què els qui hi participen tenen entre si una relació desigual i, en conseqüència tenen sistemes de valors que fan que es comportin de manera diferent a l'hora de realitzar processos d'inferència per interpretar allò que passa en les interaccions en les que hi participa.